# Гарцони, Леонардо
Леонардо Гарцони (итал. Leonardo Garzoni; 1543[…], Венеция — 10 марта 1592, Венеция) — итальянский иезуит и естествоиспытатель.
Родился в семье патрициев в Венеции. В 1568 году в Брешиа присоединился к иезуитам. Преподавал философию в Падуе и там же изучал теологию. С 1679 года вновь поселился в Венеции, где и жил до самой смерти.
Автор одной из первых работ, посвященных магнетизму (Due trattati sopra la natura, e le qualità della calamita, 1580-е), из которой, как считается, делла Порта заимствовал часть сведений для своего сочинения «Натуральная магия» (1589). Хотя работа Гарцони оставалась неопубликованной, она была известна многим авторам того времени. Так, на нее также ссылался иезуит Никколо Кабео в трактате «Philosophia magnetica» (1629). Это произведение Гарцони дошло до наших дней в виде единственной рукописи и было опубликовано лишь в 2005 году.